# لعلى بن بوبكر
لعلى بن بوبكر بن النعيمي بن أبي بكر بن العربي بن الدين بن أبي حفص بن عبد القادر بن محمد بن سليمان بن بوسماحة من زعماء اولاد سيدي الشيخ الشرقيين وأحد قواد ثورتها ضد الاستعمار الفرنسي.

## المولد والنشأة
ولد لعلى بن بوبكر في عائلة كبيرة تدير واحدة من كبريات الزوايا في الجزائر من القرن 19 وحتى اليوم على الأرجح سنة 1820م وكان له أن تعلم القرآن والعربية على غرار إخوته وآبائه تحت سقف الزاوية الشيخية والتاريخ لم يحفظ لنا شيئا عن بدايات حياة لعلى فيمكن الإسهاب في وصفها.

## جهاده
منذ انطلاق ثورة أولاد سيدي الشيخ سنة 1864م كان لعلى بن بوبكر ركنا ثابتا فيها وأحد عقولها المدبرة فبعد استشهاد سليمان بن حمزة في 1864/4/8م في معركة «عوينة بوبكر» والتي قتل فيها أيضا الجنرال «بوبراتر» (Beaupretre) خلفه من بعد أخوه محمد البالغ من العمر ستة عشر سنة وكان لعلى يوجه ويؤطر فيغطي بحضوره على حداثة سن أولاد أخيه مما جعله يعرف فيما بعد بروح الثورة، وكان أن وصفه العقيد تريملي (Trumelet) في تقرير عن معركة «البيضا» ضد الجيوش الفرنسية بقيادة الجنرال «جوليفي» (Jolivet) في 1864/9/30م بقوله: 
| لعلى بن بوبكر | لا يسعنا سوى الاعتراف لزعيم المتمردين سيدي لعلى بدوره العسكري المميز ، وحسه الحربي النادر والمهارة في كيفية استغلال أخطائنا. | لعلى بن بوبكر |

 وكان لهم بقيادة محمد بن حمزة عدة معارك ضد الفرنسيين منها:
- معركة «بن حطاب» في 1864/4/26م ضد قوات الجنرال مارتينو دشناز (Martineau-Deshesnez)؛
- معركة «ستيتن» في 1864/5/13م ضد قوات الجنرال ديليني (Déligny)؛
- معركة «فرندة» في 1864/7/12م ضد مركز عسكري؛
- معركة «البيضا» في 1864/9/30م وكان لعلى هو القائد فيها وكبد قوات الاحتلال 27 قتيلا و48 جريحا و150 مفقودا.

وقام لعلى بهجومين في 1864/10/15م على المعمرين في تاسلة وسيدي علي بن أيوب وأحرق أملاكهم.
بعد استشهاد محمد بن حمزة في 1865/2/22م خلف من بعده أخوه أحمد بمعاضدة عمه لعلى بن بوبكر فأخذ في تجميع الصفوف وتحريض أتباعه على مقاومة الاحتلال حيث اصطدم به في:
- معركة «رباوات» في 1865/4/1م؛
- معركة «وادي الديغم» في 1865/4/6م؛
- معركة «الشلالة» في 1865/4/8م وكانت هذه المعارك الثلاث ضد قوات الاحتلال بقيادة العقيد دو كولومب (de Colombe).

بعد ذلك هاجموا معسكر العقيد دوكولومب في «بن حطاب» في 1866/3/16م فانتصروا انتصارا باهرا ولم ينج من العدو إلا شرذمة لاذوا بالفرار إلى البيض.
جرت انقسامات في صفوف المجاهدين ولم يبق مع أحمد بن حمزة سوى قبائل الأغواط (الرزيقات، أولاد مومن والقراريج)، الشعانبة، بعض من الأحرار والطرافي، أولاد زياد، أهل أنجاد، وأولاد سيدي الشيخ الشراقة. تراجع أحمد بجيشه جنوبا نحو تافيلالت هروبا أيضا من الجفاف الذي ضرب الجنوب الوهراني وما لبث أن توفي بسبب الطاعون في أكتوبر 1868م.
آل أمر أولاد سيدي الشيخ بعد ذلك لقدور بن حمزة الذي جعل نصب عينيه إعادة تنظيم الجيش وتقويته بالقبائل الحدودية الثائرة والانتقام من القبائل الموالية لفرنسا وبعد اجتماع لاتحاد القبائل بالقنادسة في أوائل يناير 1869م التحموا بقوات الجنرال «دوسونيس» (de Sonis) بأم الدبداب وهي المعركة المشهورة بـ«الغارة الغشوة» لكن المجادين تكبدوا في خسائر في الأرواح والعتاد.

## وفاته
بعدما تداعت أركان ثورة أولاد سيدي الشيخ انزوى لعلى بن بوبكر وقدور بن حمزة في حاسي بوزيد ولم يبق معهم إلا عشرون عائلة ثم انتهى الأمر باستسلام قدور في مارس 1884م ولم يستسلم لعلى بن بوبكر إلا في 1895م وتوفي بعدها بسنة ثم توفي بعده قدور بن حمزة في 1897/12/10م وبوفاتهما طويت صفحة مقاومة أولاد سيدي الشيخ الشراقة.